# کوسمودمیانسکایا ۲۰۷۲

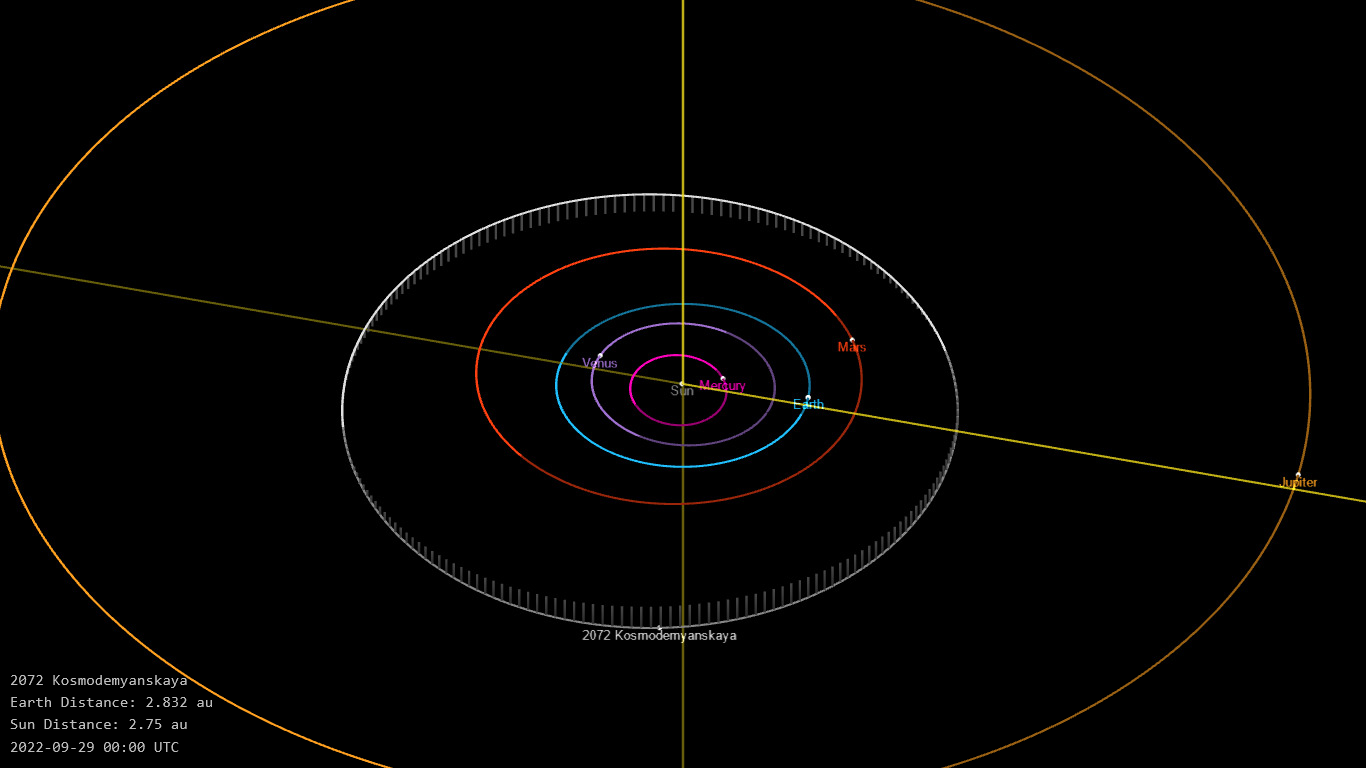
نمایی از محل قرارگیری سیارک کوسمودمیانسکایا ۲۰۷۲ در مدار – ۲۰۲۲

سیارک ۲۰۷۲ (به انگلیسی: 2072 Kosmodemyanskaya، نامگذاری:1973QE2) دو هزار و هفتاد و دومین سیارک کشف شده‌است که در ۳۱ اوت ۱۹۷۳ کشف شد.
قدر مطلق سیارک برابر ۱۲٫۶۱ است.